# Megascolides australis
Megascolides australis is een ringwormensoort uit de familie Megascolecidae in de onderorde Lumbricina. De soort is endemisch in Australië.
De soort werd in 1878 door Frederick McCoy ontdekt in Gippsland, een gebied in Victoria (Australië). Het is een van de grootste wormensoorten in de wereld, en wordt 80 cm tot 3 m lang. De Engelse naam is Giant Gippsland earthworm.
Het is een bedreigde soort. Het verspreidingsgebied van de worm is beperkt tot het gebied van de Bass River in het zuiden van Gippsland, en wordt geschat op 100 vierkante kilometer; dit is vrijwel geheel als landbouwgebied in gebruik. Degradatie van habitat door menselijke ingrepen (veranderingen in drainage, gebruik van pesticiden...) bedreigen de worm. De IUCN-status van de soort is "bedreigd" (anno 2014; voorheen "kwetsbaar"). De staat Victoria beschouwt de soort ook als "bedreigd".